# 小韦尔 (杜省)
小韦尔（法語：Vaire-le-Petit，法語發音：[vɛʁ lə pəti]）是法国杜省的一个旧市镇，位于该省北部偏西，属于贝桑松区。2016年，小韦尔与市镇韦尔-阿尔西耶合并为新市镇韦尔。

## 地理
小韦尔（47°17'13"N, 6°8'46"E）面积1.26 平方千米，位于法国勃艮第-弗朗什-孔泰大區杜省，该省份为法国东部内陆省份，北起上索恩省，西接汝拉省，东部及东南部与瑞士接壤，东北部与贝尔福地区省接壤。
与小韦尔接壤的市镇（或旧市镇、城区）包括：阿马涅、德吕、诺维拉尔、韦尔-阿尔西耶。
小韦尔的时区为UTC+01:00、UTC+02:00（夏令时）。

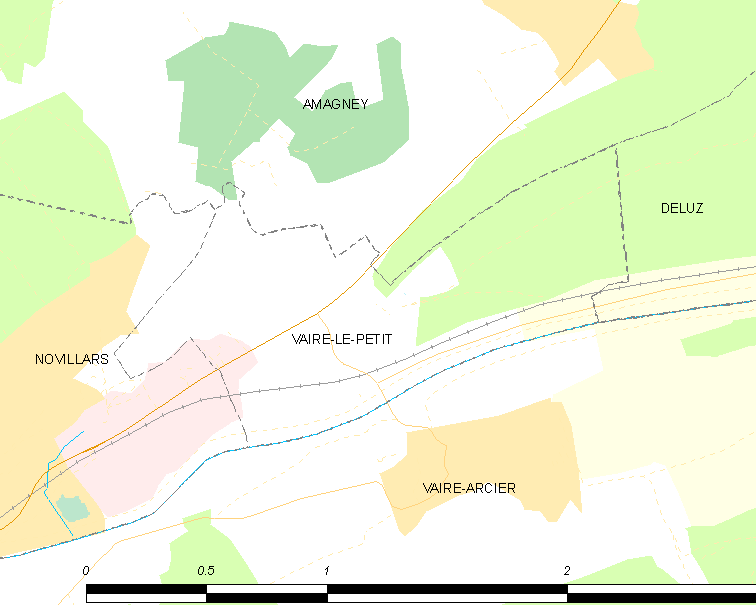
小韦尔的OSM定位图

## 行政
小韦尔的邮政编码为25220，INSEE市镇编码为25576。

## 政治
小韦尔所属的省级选区为贝桑松第五县。

## 人口

1962-2008年间小韦尔人口变化图示

小韦尔于2013时的人口数量为226人。